# FK BSKボルチャ
フドバルスキ・クルブBSKボルチャ（セルビア語: Фудбалски клуб БСК Борча, セルビア・クロアチア語: Fudbalski klub BSK Borča）は、セルビアのベオグラード・ボルチャをホームタウンとするサッカークラブである。セルビア語でBSKはブスクと発音する。

## 歴史
クラブは1937年に創設された。最初の公式戦は同年5月6日に行われ、バチュコ・ペトロヴォ・セロのチームと対戦して4-2で勝利した。1946年に再創設され、その後ハイドゥクに改称されたが1951年に活動を停止、1953年にBSKとして再創設された。
2006年に新しく創立されたプルヴァリーガに参加し、2006-07シーズンに4位、2007-08シーズンに3位になり、2008-09シーズンに優勝してスーペルリーガに初昇格した。2009-10シーズンは12位、2010-11シーズンは11位、2011-12シーズンは12位になり、4シーズン目の2012-13シーズンにスーペルリーガから降格した。

## 獲得タイトル
- セルビア・プルヴァ・リーガ：1回
  - 2008-09

## 歴代監督
- ゾラン・ミリンコヴィッチ 2005-2008
- ゴラン・ミロイェヴィッチ 2012-2013

## 歴代所属選手
- ステファン・サヴィッチ 2009-2010
- ネナド・ジヴコヴィッチ 2011-2012, 2014
- ステファン・トリプコヴィッチ 2016-2017
- イヴァン・グテシャ 2022